# Lionardo Giachini
Lionardo Giachini (Leonardus Jacchinus) est un médecin et savant humaniste de la Renaissance florentine au début du XVIe siècle.

## Biographie
Natif d'Ampurias en Catalogne (Espagne), Giachini rejoint la ville de Florence en Italie, où il enseigne quelque temps la médecine,.
Lionardo Giachini fait partie d'un groupe de quatre médecins constituant le noyau dur de la refonte de la médecine des Anciens. Il s'inscrit, au sein de l'Académie galénique, dans une démarche de rupture avec la tradition médiévale, laquelle, selon les médecins galéniques, a dénaturé les principes et les préceptes de la médecine grecque par l'assimilation de la médecine arabe, qualifiée de « barbare ». Il s'oppose en cela à la communauté scientifique de Florence, qui n'était pas opposée à la pratique de la médecine grecque, et plus particulièrement galénique, mais qui, en se plaçant dans la continuité, validait une pratique corrompue de l'Antique dogme de Galien. Les médecins galéniques rejettent notamment l'influence d'Avicenne, que l'on érige volontiers en héraut de la médecine arabe des « barbares », et que l'on juge en rupture avec l'ancienne médecine grecque d'Hippocrate et de Galien, son héritier.
La polémique enfle. Giachini surnomme Mésué « L'Évangéliste » dans un traité intitulé Adversus Mesuem et vulgares medicos omnes. Ce surnom sera d'ailleurs repris par les humanistes parisiens. Lionardo Giachini y réfute les théories et les pratiques de Mésué et fustige les principes alimentaires et la manière d'employer l'absynthe chez Avicenne. Il reprend également les argumentations contre la pratique de la saignée d'Avicenne de son ami Pietro Francesco Paolo, à qui il dédie son traité. 
Le débat se radicalise en 1533 avec la publication d'un recueil intitulé Novæ Academiæ Florentinæ opuscula, qui comprend ledit traité de Lionardo Giachini, celui de Pietro Francesco Paolo (Petri Francisci Pauli medici galenici adversus Avicennam de venœ sectione tractatus), ainsi qu'un dialogue d'auteur inconnu en guise d'introduction (Barbaromastix sive Medicus. Dialogus elegantissimus). Ce recueil visait à combattre la médecine des « barbares » et rassembler la communauté des médecins galéniques. Il est favorablement accueilli par Leonhart Fuchs dans son Paradoxorum medicinæ libri tres, éditié en 1535, mais suscita des critiques parmi les médecins galéniques, notamment dans un texte intitulé in librum novœ Academiæ Ethruscorum ac contra Avicennam et Mesuem [...] Apologia, édité en 1534 par Sébastien Gryphe, l'éditeur qui avait imprimé la seconde édition du fameux recueil Novæ Academiæ Florentinæ opuscula. L'historien Marc Deramaix considère cependant ce recueil comme l'acte fondateur de l'Académie galénique.
Lionardo Giachini bénéficiait de l'estime du duc de Florence, mais les membres de l'Académie galénique sont de sensibilité républicaine, sans être des opposants farouches aux Médicis.
Il s'installa ensuite à Pise où il occupa une chaire à l'université de Pise.
Il a étudié la médecine arabe et rédigé de nombreux commentaires, notamment sur Avicenne et Rhazès.
On a également de lui un traité sur les vertus médicinales du melon rédigé en 1527. Il est l'auteur de plusieurs ouvrages, plusieurs fois réédités en Italie, à Lyon et à Bâle.
Girolamo Cardano dit de lui qu'il était le plus grand médecin de son temps.

## Œuvres

### Novæ Academiæ Florentinæ opuscula
Novæ academiæ Florentinæ opuscula adversus Avicennam & medicos neotericos, qui Galeni disciplina neglecta, barbaros colunt. Elenchum sequens pagina demonstrabit, Venise, Lucas Antonius Giunta, 1533, in-4º ; réédité à Lyon, Seb. Gryphium, 1534, in-4º ;
- Adversus Mesuem et vulgares medicos omnes, par Lionardo Giachini, parue en 1533 dans le recueil intitulé Novæ Academiæ Florentinæ opuscula (pages 91-132), lequel comprenait aussi le traité Petri Francisci Pauli medici galenici adversus Avicennam de venœ sectione tractatus, par Pietro Francesco Paolo et le dialogue Barbaromastix sive Medicus. Dialogus elegantissimus dont l'auteur est anonyme. Paolo et Giachini y sont cités.

Le recueil est suivi d'un texte intitulé Galenica academia studiosis salutem.

### Autres publications
- De numero et entitate indicationum liber, Lyon, 1537, in-8º ;
- Quaestionum naturalium libellus, Lyon, Seb. Gryphium , 1540 ;
- de Praecognitione libellus, Lyon, Seb. Gryphium , 1540; réédité dans Galeni Operum omnium, Venise, officina Farrea, 1544 ;
- Oratio apologetica, præcognitionem ex medicina ut plurimum certam esse, si nihil delinquatur, Lyon, 1552, in-8º ;
- Opuscula elegantissima, Nempe Præcognoscendi Methodus : de rationali curandi arte ; de acutorum morborum curatione Quaestiones naturales, Bâle, 1563, in-4º ; ibid. 1567, in-8º ; ibid. 1589, in-8º ; puis réédité à Lyon, A. Pillehotte, 1622, in-4º ;
- Commentaria eruditissima in nonum librum Rhazis de partium morbis, operâ et industriâ Hieronimi Donzellini emendata et perpolita, Bâle, 1564, in-4º ; Lyon, 1577 in-8º ; ibid. 1622, in-4º ;
- De Acutorum morborum curatione disputatio, Lyon, S. Gryphium , 1540 ; réédité à Lyon, Carolum Pesnot, 1577 ;
- Aggiuntavi la difesa del popone dell'eccellentiss, Florence, Filippo Giunti, 1600[6] ;
- Lettera apologetica di Lionardo Giacchini, scritta à messer Filippo Valori l'anno 1527, in difesa et lode del popone, Florence, Filippo Giunti, 1600 ;
- Methodus curandar. febrium, Pise, 1615 in-4º ; Bâle, 1625, in-8º ;

Il a par ailleurs traduit en latin le traité De precognitione de Galien (Lyon, 1540, in-8º), et celui De purgatione du même (Lyon, 1542, in-8º).